# Eohyrax
Eohyrax — вимерлий рід Notoungulate, що належить до підряду Typotheria. Він жив у середньому еоцені, а його останки були виявлені в Південній Америці.

## Опис
Ця тварина в основному відома зі скам’янілостей її зубів, що свідчить про те, що вона була розміром між єнотом і червоною лисицею; він виглядав би як бабак у порівнянні з його більш відомими родичами, такими як Archaeohyrax. Він мав дуже висококоронкові зуби (гіпсодонти) в області щік.